# Black of the Ink
Albums de Wovenhand
The Threshingfloor
(2010) Live at Roepaen
(2012)
Black of the Ink est un livre-album de musique rock alternatif du groupe Wovenhand sorti le 8 décembre 2011 sur le label Glitterhouse Records.

## Projet
Ce projet de florilège de chansons est un livre-album qui reprend six titres revisités des six albums de Wovenhand (un par album), accompagné d'un livre de 110 pages contenant une anthologie des textes de toutes les chansons du groupe, écrits à la main et illustrés par des dessins de David Eugene Edwards. Les chansons sont en version acoustique, accompagnées à la guitare seule par Edwards.

## Liste des titres de l'album
Toutes les chansons (musique et paroles) sont de David Eugene Edwards.
| No | Titre          | Durée |
| -- | -------------- | ----- |
| 1. | Terre Haute    | 3:37  |
| 2. | Not One Stone  | 4:02  |
| 3. | Whistling Girl | 4:22  |
| 4. | Oil on Panel   | 3:06  |
| 5. | White Bird     | 4:28  |
| 6. | Last Fist      | 4:15  |